# Johannes Kingsattler

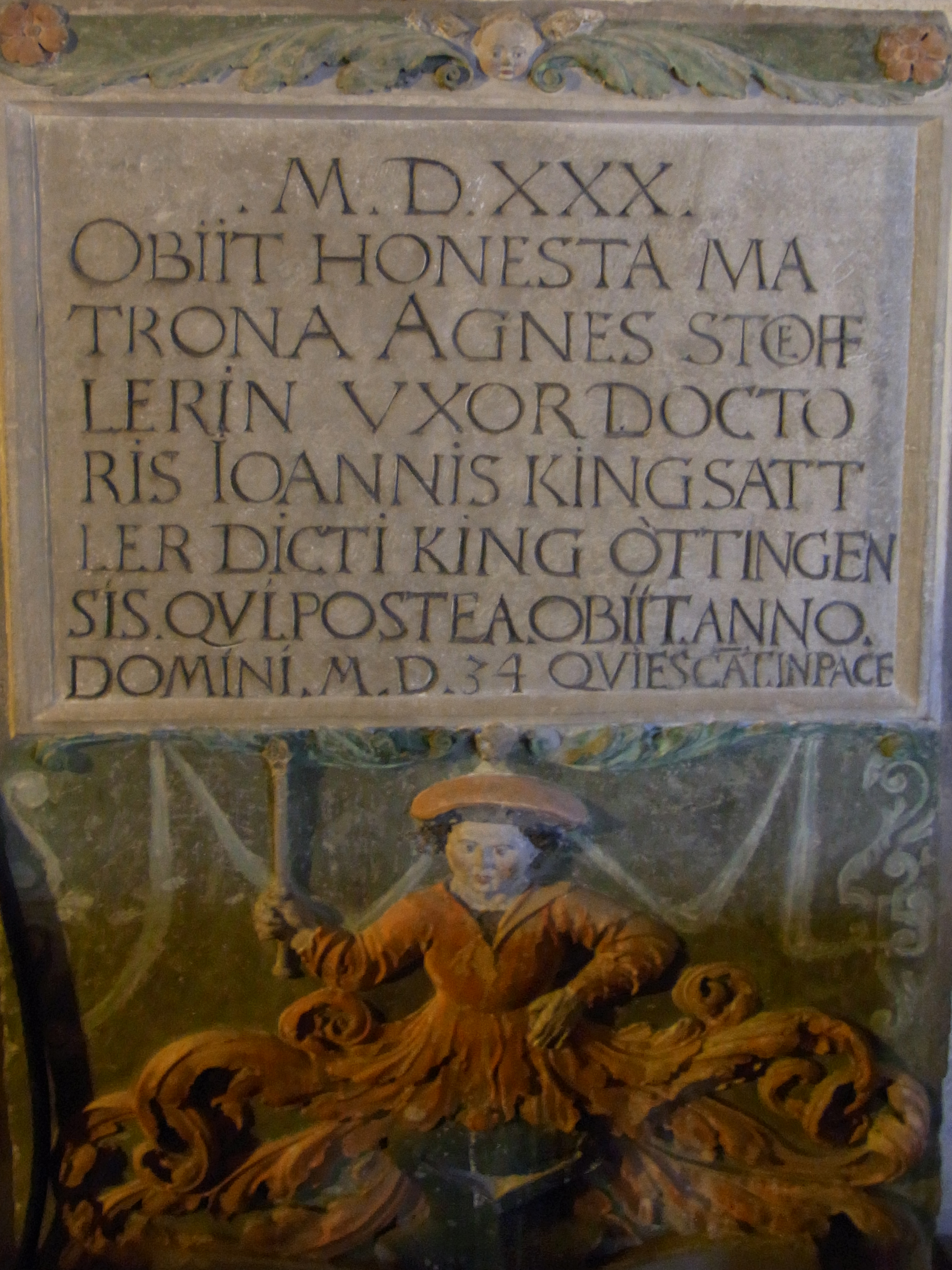
Grab von Agnes Stöfflerin († 1530), Gattin von Johannes Kingsattler gen. King, in der Tübinger Stiftskirche St. Georg

Johannes Kingsattler, auch genannt König, Königsattler oder King (* 30. Januar 1486 in Oettingen; † 21. Juli 1534 in Tübingen), war in Tübingen zunächst Lehrer an der Artistenfakultät, seit 1518 Rechtsprofessor an der Juristenfakultät und mehrmals Rektor der Universität Tübingen.

## Leben
Kingsattler, Sohn eines Sattlers, kam 1496 in die Lateinschule der Oettinger Deutschordensherren. Nach mehreren Schulwechseln (u. a. Schwäbisch Hall, Heidelberg, Pforzheim) wurde er 1505 in Freiburg immatrikuliert. Dort legte er 1506 das Baccalaureatsexamen ab. Anschließend wurde er Lehrer an der Schule von Kloster Allerheiligen (Schwarzwald). 1509 kam er an die 1477 gegründete Universität Tübingen, wo er im gleichen Jahr Magister wurde. Danach studierte er dort zwei Jahre an der theologischen Fakultät und fand Aufnahme als Privatlehrer vornehmer Pensionäre im Hause des Tübinger Theologieprofessors Jakob Lemp (* 1460–1470; † 1532). Er gab auch sonst Unterricht, wechselte dann aber 1511 zur Juristenfakultät. 
Im April 1513 wurde er Vorstand des Pädagogiums der Tübinger Realistenburse, schließlich Ende 1515 Konventor der Realistenburse. 1514 heiratete er Agnes Stoffel (ca. 1480–1530), die Tochter eines wohlhabenden Tübinger Bürgers. Nach der Promotion zum utriusque iuris doctor (Doktor im kirchlichen und weltlichen Recht) wurde er in Tübingen am 12. Februar 1518 Professor für die Institutionen im römischen Recht und zeitweise Dekan der Juristenfakultät Tübingen. 1522 wurde seine Anstellung als Institutionenprofessor auf Lebenszeit verlängert.
Zwischen 1517 und 1523 erhielt er einen Wappenbrief von Kaiser Karl V.
Nach der Ernennung des Kirchenrechtsprofessors für die iura nova Heinrich Winkelhofer (um 1481–1526) zum württembergischen Kanzler 1522 erhielt Kingsattler noch im gleichen Jahr vertretungsweise dessen Lehrstuhl und behielt diesen bis zu seinem Tode am 21. Juli 1534, da Winkelhofer 1526 starb. Als Nachfolger Winkelhofers wurde ihm 1522 auch die Rechtsvertretung der oberschwäbischen Prälaten übertragen. 1529 konnte er in Tübingen ein Haus in der Münzgasse erwerben. 
Erst nach dem Tode seiner Frau Agnes am 23. August 1530, mit der er 15 Kinder hatte, ließ er sich für das Wintersemester 1530/1531, nach dem Tod des Rektors Jakob Lemp am 2. April 1532 außerdem für die Zeit vom 2. April bis 1. Mai 1532 und für das Sommersemester 1533 zum Rektor der Tübinger Universität wählen. Ein Votivbild und das Epitaph Kingsattlers befinden sich in der Stiftskirche Tübingen. Seine in den 1530er-Jahren verfasste Autobiografie ist handschriftlich in der Universitätsbibliothek Tübingen erhalten. In dieser gibt er seine korrekte Namensform an: Ego Joannes Kingsattler dictus King.